# Gar Heard
Garfield "Gar" Heard (Hogansville, Georgia, 3 de mayo de 1948) es un exjugador y exentrenador de baloncesto estadounidense que disputó once temporadas en la NBA, y fue entrenador en la misma competición durante dos temporadas más. Con 1,98 metros de estatura, jugaba en la posición de alero.

## Trayectoria deportiva

### Universidad
Jugó durante 4 temporadas con los Sooners de la Universidad de Oklahoma, en las que promedió 15,7 puntos y 10,6 rebotes por partido. En su última temporada consiguió el récord de su universidad de más doble-dobles, con 21, que fue batido casi 40 años más tarde por Blake Griffin. Ese año fue elegido mejor jugador de la Big-8 Conference.

### Profesional
Fue elegido en la cuadragésima posición del Draft de la NBA de 1970 por Seattle SuperSonics, y también por los Memphis Pros en el draft de la ABA, fichando por los primeros. Allí jugó dos temporadas como suplente, siendo la mejor de ellas la segunda, en la que promedió 7,9 puntos y 7,6 rebotes por partido.
En 1972 fue traspasado a Chicago Bulls a cambio de Kennedy McIntosh. Su única temporada en el equipo se saldó con 10,3 puntos y 5,7 rebotes por partido, siendo traspasado al término de la misma a Buffalo Braves, junto con los derechos sobre Kevin Kunnert, a cambio de John Hummer y una futura segunda ronda del draft.
En los Braves consiguió la titularidad, siendo uno de los jugadores más destacados del equipo en su primera temporada, promediando 15,3 puntos, 11,7 rebotes y 2,8 tapones por partido, apareciendo entre los 10 mejores de la liga en estos dos últimos apartados.
Tras una temporada y media más en el equipo jugando a un buen nivel, en 1976 fue traspasado a Phoenix Suns a cambio de John Shumate. Y fue en ese equipo donde protagonizó su jugada más recordada. Los Suns llegaron a las Finales esa temporada, donde se encontraron a los Boston Celtics. La eliminatoria se encontraba empatada a dos cuando se llegó al quinto partido, que acabó en el tiempo reglamentario en empate. Tras jugarse una primera prórroga con idéntico resultado, la controversia llegó en el segundo tiempo extra. A falta de 15 segundos para el final, los Celtics ganaban por 3 puntos, con el balón en posesión de los Suns. La línea de 3 puntos no se había instaurado todavía en la NBA. Dick Van Arsdale recibió el balón, se deshizo de su defensor y anotó de media distancia, poniendo a su equipo a un punto. Tras el saque de fondo, Paul Westphal robó el balón, pasándoselo a Curtis Perry, quien lanzó a canasta y falló, pero recuperó su propio rebote, anotando en su segundo esfuerzo para poner a los Suns un punto arriba, 110-109. Con cuatro segundos por jugar, los de Boston sacaron de medio campo tras un tiempo muerto, recibiendo la pelota John Havlicek, quien se lanzó hacia la canasta anotando. La locura se desató en el Boston Garden, con el público invadiendo el parquet, pero el árbitro de fondo no dejaba de señalar que el reloj no se había detenido al anotar, y que quedaba un segundo por jugar. Durante el alboroto, un fan de los Suns agredió a uno de los árbitros, siendo posteriormente detenido. 
MacLeod, el entrenador de Phoenix, sabía que con un segundo por jugar y sacando desde debajo de su propia canasta, las posibilidades de ganar eran escasas, por lo que se le ocurrió el pedir un tiempo muerto del que no disponía, forzando la falta técnica que suponía un tiro libre para el rival, pero lo más importante: el balón se pondría en juego por parte de los Suns desde medio campo. White anotó el tiro libre, poniendo a los Celtics 2 arriba, pero en la jugada siguiente, con un segundo por jugar, Curtis Perry pasó a Heard, quien se giró y anotó desde 6 metros sobre la bocina, empatando el partido y llevándolo a una tercera prórroga. Finalmente no serviría de nada, ya que los Celtics ganaron el partido 128-126.
Heard jugó cuatro temporadas más con los Suns, perdiendo protagonismo paulatinamente. En 1980 se convierte en agente libre, fichando por los San Diego Clippers. Allí jugaría su última temporada, en la que promedió 4,8 puntos y 4,5 rebotes por partido, antes de retirarse definitivamente.

### Entrenador
Comenzó su carrera de entrenador como asistente en la Universidad Estatal de Arizona en 1982, para fichar en 1987 como asistente de John MacLeod en Dallas Mavericks, quien ya había sido su entrenador en la universidad y en los Suns. En 1992, tras la destitución de Richie Adubato, que había comenzado la liga con 2 victorias y 27 derrotas, asume el papel de entrenador principal interino de los Mavs, aunque su balance no fue mucho mejor, con 9 victorias y 44 derrotas.
En 1992 ejerce de nuevo como asistente de Larry Brown en Indiana Pacers, donde permanece 4 temporadas, marchándose de nuevo a la sombra de Brown en 1996 en Philadelphia 76ers. Al año siguiente se marcha a los Detroit Pistons, y en la temporada 1999-00 es contratado como entrenador principal de los Washington Wizards, donde reemplazó a Bernie Bickerstaff que había sido destituido en el mes de abril, y siendo elegido por encima de nombres como Isiah Thomas, Kareem Abdul-Jabbar o Glenn "Doc" Rivers que habían sonado para el puesto. Pero es destituido después de 44 partidos en los que sólo logra 14 victorias.
Posteriormente pasaría dos temporadas como asistente en los Atlanta Hawks y una más en Detroit Pistons, antes de retirarse.

## Estadísticas de su carrera en la NBA

### Temporada regular
| Temporada | Edad | Equipo              | Liga | P   | TIT | MIN  | TC  | TCA  | %TC  | 3P  | 3PA | %3P  | TL  | TLA | %TL   | R.OF. | R.DEF. | REB  | ASIS | ROB | TAP | PER | FP  | PTS  |
| 1970-71   | 22   | Seattle SuperSonics | NBA  | 65  |     | 15.8 | 2.3 | 6.1  | .381 |     |     |      | 1.3 | 1.9 | .656  |       |        | 5.0  | 0.7  |     |     |     | 1.9 | 5.9  |
| 1971-72   | 23   | Seattle SuperSonics | NBA  | 58  |     | 25.8 | 3.3 | 8.2  | .401 |     |     |      | 1.4 | 2.2 | .617  |       |        | 7.6  | 0.9  |     |     |     | 2.2 | 7.9  |
| 1972-73   | 24   | TOTAL               | NBA  | 81  |     | 19.2 | 4.3 | 10.2 | .425 |     |     |      | 1.4 | 2.2 | .652  |       |        | 5.6  | 0.7  |     |     |     | 2.1 | 10.1 |
| 1972-73   | 24   | Seattle SuperSonics | NBA  | 3   |     | 5.7  | 1.3 | 3.0  | .444 |     |     |      | 0.3 | 0.3 | 1.000 |       |        | 2.0  | 0.7  |     |     |     | 1.3 | 3.0  |
| 1972-73   | 24   | Chicago Bulls       | NBA  | 78  |     | 19.7 | 4.4 | 10.4 | .425 |     |     |      | 1.5 | 2.3 | .650  |       |        | 5.7  | 0.7  |     |     |     | 2.1 | 10.3 |
| 1973-74   | 25   | Buffalo Braves      | NBA  | 81  |     | 35.7 | 6.5 | 14.9 | .435 |     |     |      | 2.4 | 3.6 | .650  | 3.3   | 8.4    | 11.7 | 2.2  | 1.7 | 2.8 |     | 3.7 | 15.3 |
| 1974-75   | 26   | Buffalo Braves      | NBA  | 67  |     | 32.1 | 4.7 | 12.2 | .388 |     |     |      | 1.6 | 2.8 | .564  | 2.8   | 7.2    | 9.9  | 2.8  | 1.6 | 1.8 |     | 3.6 | 11.1 |
| 1975-76   | 27   | TOTAL               | NBA  | 86  |     | 31.9 | 4.6 | 10.5 | .435 |     |     |      | 1.8 | 2.9 | .637  | 2.9   | 7.2    | 10.1 | 2.2  | 1.4 | 1.1 |     | 3.5 | 11.0 |
| 1975-76   | 27   | Buffalo Braves      | NBA  | 50  |     | 30.5 | 4.1 | 9.8  | .421 |     |     |      | 1.6 | 2.7 | .607  | 2.8   | 7.5    | 10.2 | 2.5  | 1.3 | 1.1 |     | 3.7 | 9.9  |
| 1975-76   | 27   | Phoenix Suns        | NBA  | 36  |     | 33.9 | 5.1 | 11.4 | .452 |     |     |      | 2.1 | 3.1 | .673  | 3.0   | 6.9    | 9.9  | 1.8  | 1.4 | 1.1 |     | 3.3 | 12.4 |
| 1976-77   | 28   | Phoenix Suns        | NBA  | 46  |     | 29.6 | 3.8 | 9.9  | .379 |     |     |      | 2.2 | 3.0 | .725  | 2.6   | 7.0    | 9.6  | 1.9  | 1.2 | 1.2 |     | 3.0 | 9.7  |
| 1977-78   | 29   | Phoenix Suns        | NBA  | 80  |     | 26.2 | 3.3 | 7.8  | .424 |     |     |      | 1.1 | 1.8 | .612  | 2.1   | 6.1    | 8.2  | 1.7  | 1.6 | 1.3 | 1.5 | 2.7 | 7.8  |
| 1978-79   | 30   | Phoenix Suns        | NBA  | 63  |     | 19.3 | 2.6 | 5.8  | .441 |     |     |      | 1.1 | 1.6 | .689  | 1.6   | 4.0    | 5.6  | 1.0  | 0.8 | 0.9 | 1.0 | 2.2 | 6.3  |
| 1979-80   | 31   | Phoenix Suns        | NBA  | 82  |     | 17.1 | 2.1 | 5.0  | .417 | 0.0 | 0.0 | .000 | 0.8 | 1.0 | .744  | 1.4   | 3.2    | 4.6  | 1.2  | 1.0 | 0.6 | 1.1 | 2.2 | 5.0  |
| 1980-81   | 32   | San Diego Clippers  | NBA  | 78  |     | 20.9 | 1.9 | 5.1  | .376 | 0.0 | 0.1 | .000 | 1.0 | 1.3 | .782  | 1.5   | 2.9    | 4.5  | 1.6  | 1.3 | 0.9 | 1.0 | 2.5 | 4.8  |
| Total     |      |                     | NBA  | 787 |     | 24.9 | 3.6 | 8.7  | .414 | 0.0 | 0.1 | .000 | 1.4 | 2.2 | .654  | 2.3   | 5.7    | 7.5  | 1.6  | 1.3 | 1.3 | 1.2 | 2.7 | 8.7  |

### Playoffs
| Temporada | Edad | Equipo         | Liga | P  | MIN  | TCA | TC  | 3PA | 3P | TLA | TL  | R.OF. | REB | ASIS | ROB | TAP | PER | FP  | PTS | %TC  | %3P | %FT  | MIN  | PTS  | REB  | AST |
| 1972-73   | 24   | Chicago Bulls  | NBA  | 2  | 9    | 2   | 4   |     |    | 0   | 0   |       | 3   | 0    |     |     |     | 4   | 4   | .500 |     |      | 4.5  | 2.0  | 1.5  | 0.0 |
| 1973-74   | 25   | Buffalo Braves | NBA  | 6  | 240  | 42  | 92  |     |    | 17  | 24  | 22    | 88  | 15   | 9   | 12  |     | 20  | 101 | .457 |     | .708 | 40.0 | 16.8 | 14.7 | 2.5 |
| 1974-75   | 26   | Buffalo Braves | NBA  | 7  | 250  | 38  | 96  |     |    | 6   | 14  | 24    | 76  | 18   | 9   | 8   |     | 28  | 82  | .396 |     | .429 | 35.7 | 11.7 | 10.9 | 2.6 |
| 1975-76   | 27   | Phoenix Suns   | NBA  | 19 | 721  | 105 | 238 |     |    | 55  | 81  | 53    | 197 | 33   | 39  | 37  |     | 56  | 265 | .441 |     | .679 | 37.9 | 13.9 | 10.4 | 1.7 |
| 1977-78   | 29   | Phoenix Suns   | NBA  | 2  | 62   | 6   | 17  |     |    | 1   | 2   | 4     | 16  | 5    | 2   | 4   | 2   | 4   | 13  | .353 |     | .500 | 31.0 | 6.5  | 8.0  | 2.5 |
| 1978-79   | 30   | Phoenix Suns   | NBA  | 15 | 320  | 32  | 86  |     |    | 18  | 30  | 24    | 106 | 13   | 12  | 26  | 21  | 39  | 82  | .372 |     | .600 | 21.3 | 5.5  | 7.1  | 0.9 |
| 1979-80   | 31   | Phoenix Suns   | NBA  | 8  | 223  | 22  | 56  | 0   | 0  | 11  | 15  | 19    | 51  | 12   | 9   | 11  | 8   | 23  | 55  | .393 |     | .733 | 27.9 | 6.9  | 6.4  | 1.5 |
| Total     |      |                | NBA  | 59 | 1825 | 247 | 589 | 0   | 0  | 108 | 166 | 146   | 537 | 96   | 80  | 98  | 31  | 174 | 602 | .419 |     | .651 | 30.9 | 10.2 | 9.1  | 1.6 |